# Kaproni Bulgarski KB-11 Fazan
Kaproni Bulgarski KB-11 Fazan (chim trĩ) là một loại máy bay thông dụng và liên lạc lục quân của Bulgaria trong thập niên 1940, do hãng Kaproni Bulgarski chế tạo, hãng này là một công ty con của tập đoàn hàng không Società Italiana Caproni của Italy.

## Quốc gia sử dụng
Bulgaria
- Không quân Bulgary

 Nam Tư
- Không quân SFR Nam Tư

## Tính năng kỹ chiến thuật
Đặc tính tổng quan
- Kíp lái: 2
- Chiều dài: 10,06 m (33 ft 0 in)
- Sải cánh: 13,3 m (43 ft 8 in)
- Chiều cao: 4,2 m (13 ft 9 in)
- Diện tích cánh: 25,2 m2 (271 foot vuông)
- Trọng lượng rỗng: 2.310 kg (5.093 lb)
- Trọng lượng cất cánh tối đa: 3.160 kg (6.967 lb)
- Động cơ: 1 × PZL Pegasus XXI , 835 kW (1.120 hp)
- Cánh quạt: 2-lá

Hiệu suất bay
- Vận tốc cực đại: 275 km/h (171 mph; 148 kn)
- Tầm bay: 620 km (385 mi; 335 nmi)
- Trần bay: 6.096 m (20.000 ft)

Vũ khí trang bị

- Súng: 2 × súng máy Zbrojovka M-30
- Giá treo: 6
- Bom: 2 quả bom 100kg hoặc 4 quả bom 50kg hoặc 6 quả bom 25kg